# Bobby Avey
Bobby Avey (1985) is een Amerikaanse jazzpianist, componist en arrangeur.

## Biografie
Bobby Avey  studeerde aan Purchase Conservatory of Music (Bachelor, 2007). In die tijd werkte hij als arrangeur en muzikant met David Liebman (Vienna Dialogues, 2006). In 2011 kwam hij met zijn debuutalbum A New Face (met David Liebman, Thomson Kneeland, Jordan Pearlson), dat door de New York Times als “a strong and purposeful album” werd beoordeeld. In het jaar erop won hij de Thelonious Monk International Jazz Competition (compositie). In 2013 verscheen zijn solo-pianoalbum Be Not So Long to Speak, met eigen composities. In de jazz nam hij tussen 2005 en 2013 deel aan zes opnamesessies.
 Van Avey zijn verschillende albums uitgekomen op het platenlabel Whaling City Sound, waaronder een livealbum.